# Uriach
|  | Per a altres significats, vegeu «Uriach (desambiguació)». |

Uriach és una companyia farmacèutica familiar catalana, fundada el 1838 per Joan Uriach i Feliu. Actualment, els principals càrrecs són: Enric Uriach i Torelló, president del Consell de Propietaris; Lluís Cantarell i Rocamora, president del Consell d'Administració; i Oriol Segarra, executiu en cap (CEO).

## Història
Joan Uriach i Feliu va néixer el 1824 a Sant Andreu de Palomar, on el seu pare Joan Uriach i Prats tenia un molí, i hi treballava ajudat per l'hereu Josep. El 1838 va entrar com a dependent de l'adrogueria de Rafael Vilaclara i Euras (1808-1890), situada al núm. 6 del passeig del Born, davant de la basílica de Santa Maria del Mar. Es va casar amb la seva cosina Josefina Uriach i Vallès i van tenir onze fills, dels quals només sobrevisqueren quatre: tres nois (Joaquim, Francesc, i Trinitat) i una noia (Carme).
El 1864, Uriach  i el farmacèutic Joaquim Alomar i Font es van fer càrrec del negoci, llogant l'establiment a Vilaclara, que els vengué les existències. Associats sota la raó social Alomar i Uriach, dedicada a l'adrogueria a l'engròs, el 1872 es van traslladar als baixos del Palau Dalmases, al carrer de Montcada, 20. El 10 d'octubre del 1889, un incendi al magatzem va provocar la mort de dos dependents i ferides greus a un altre.
Joaquim Alomar va morir el 1890, i després de comprar la seva part a la vídua, Uriach va liquidar la societat i el 1891 va crear la societat comanditària J. Uriach i Cia, amb la participació dels seus tres fills barons. El 1898, van obrir un laboratori al carrer del Baluard, 28, a la Barceloneta. Tanmateix, les noves instal·lacions tenien diversos inconvenients i al cap de ben poc, es van traslladar al carrer del Degà Bahí, al Camp de l'Arpa. Amb el temps, van obtenir la representació de diverses firmes estrangeres per a distribuir els seus productes.
Joan Uriach i Feliu morí el 15 de juliol del 1907, i el 1919, l'empresa va traslladar la seu a un edifici de la seva propietat al carrer del Bruc, 49. Als baixos hi havia el despatx, magatzem i la venda, i als pisos superiors, habitatges de lloguer, que amb el temps passarien a ser oficines. En aquell moment, hi havia 60 treballadors. El 26 de desembre del 1926, l'empresa es convertí en societat anònima, mantenint però el caràcter familiar. Comptava aleshores amb 125 treballadors, entre les quals hi havia un químic, 4 farmacèutics i 10 venedors. A la dècada del 1930, l'empresa comercialitzava productes com la sal de fruites Bishop's o la Fosfatina Falières, entre d'altres. El 1936, amb l'esclat de la Guerra Civil, l'empresa va ser col·lectivitzada per la Generalitat de Catalunya, tot i que els treballadors van nomenar director Joan Uriach i Tey, fill de Joaquim Uriach i Uriach. El 1939, un cop acabat el conflicte, Uriach va rellançar el negoci amb la venda de comestibles i ultramarins, i decidí de potenciar les activitats del laboratori farmacèutic, reduint la fabricació sota llicència per dedicar-se a l'elaboració dels seus propis fàrmacs.
El 1954 s'hi va incorporar Joan Uriach i Marsal, fill de Joan Uriach i Tey i recentment doctorat en Farmàcia. Amb ell, la companyia s'obrí cap a la recerca multidisciplinar (farmacèutics, químics, metges, veterinaris) i s'especialitzà en el sector de la salut. Amb aquesta nova orientació, el negoci va anar creixent fins que es comprovà que les infraestructures existents (oficines i laboratori) eren insuficients, i per això, l'empresa encarregà a l'arquitecte Manuel Ribas i Piera el projecte d'un centre d'investigació al mateix carrer del Degà Bahí, inaugurat el 1961.
El 1968 es va inaugurar una fàbrica de primeres matèries a Sant Fost de Campsentelles, obra del mateix arquitecte i explotada per la divisió de Química Fina, que després passaria a ser la filial Urquima SA. El 2002 es van concentrar les oficines, laboratoris, producció i logística (a excepció de les primeres matèries, que continuarien a les instal·lacions d'Urquima) en una única seu central, ubicada a Palau-solità i Plegamans.
El 2005 s'hi van incorporar els germans Uriach i Torelló, la cinquena generació, i la companyia va adquirir els laboratoris Diviser-Aquilea.
El 2014, Uriach va adquirir la marca de productes comèstics Innovage a l'empresa madrilenya Laboratorios Phergal, i també la crema Halibut per a irritacions de la pell a la multinacional suïssa Novartis. El 2015 va comprar Fisiocrem, un gel per al tractament de problemes musculars. Aquell mateix any en va començar l'expansió internacional amb l'adquisició de la italiana Laborest, seguida el 2018 de la portuguesa Theralab, i el 2019 de la també italiana A.R. Fitofarma i Progine. El 2020, va adquirir la marca de suplements alimentaris Ceregumil a Laboratorios Fernández Canivell de Màlaga, que en continuaria la producció.
El 2021, Uriach va adquirir la companyia alemanya Sidroga, fabricant de productes naturals, i aquell mateix any, va anunciar la venda del seu negoci business to business (que atorga llicències internacionals i fabrica genèrics per a d'altres companyies i que suposava el 30 % de la facturació) al fons d'inversió madrileny MCH Private Equity, amb el suport de diverses family offices (és a dir, societats que en gestionen el patrimoni) catalanes. L'acord incloïa les dues plantes de la filial Urquima a Sant Fost de Campsentelles i Palau-Solità i Plegamans. Fruit d'aquesta escissió fou l'empresa Noucor, que hi continuaria la fabricació, així com el trasllat de la seu corporativa a Sant Cugat del Vallès.
El 2022, va adquirir la companyia romanesa Medimow, fabricant de complements alimentaris per a ginecologia i pediatria, i distribuïdora d'Uriach des del 2018. El 2023, i per tal d'adquirir la farmacèutica francesa Ineldea, Uriach es va associar amb el fons d'inversió britànic IGC, que en té un 30% del capital. El 2024, va adquirir la companyia alemanya de productes natuals Pascoe.